# Massiccio Dolent-Argentière-Trient
Il Massiccio Dolent-Argentière-Trient è un massiccio montuoso delle Alpi del Monte Bianco. Il massiccio interessa tre nazioni: la Svizzera, la Francia e l'Italia. La vetta principale è l'Aiguille d'Argentiere che raggiunge il 3.902 m.

## Collocazione
Il massiccio costituisce la parte nord-orientale delle Alpi del Monte Bianco. Si colloca in modo preponderante in territorio svizzero; abbastanza ampia è la porzione francese mentre è minima quella italiana.

## Limiti geografici
Ruotando in senso orario i limiti geografici sono: Col Petit Ferret, Val Ferret, Ghiacciaio di Pré de Bar, Col du Dolent, Ghiacciaio d'Argentiere, Colle des Montets, torrente Eau Noire, fiume Trient, Rodano, Martigny, fiume Drance, fiume Drance de Bagnes, Sembrancher, fiume Drance d'Entremont, Orsières, fiume Drance de Ferret, Col du Petite Ferret.

## Suddivisione
Secondo la SOIUSA il Massiccio Dolent-Argentière-Trient è un supergruppo alpino con la seguente classificazione:
- Grande parte = Alpi Occidentali
- Grande settore = Alpi Nord-occidentali
- Sezione = Alpi Graie
- Sottosezione = Alpi del Monte Bianco
- Supergruppo = Massiccio Dolent-Argentière-Trient
- Codice = I/B-7.V-C

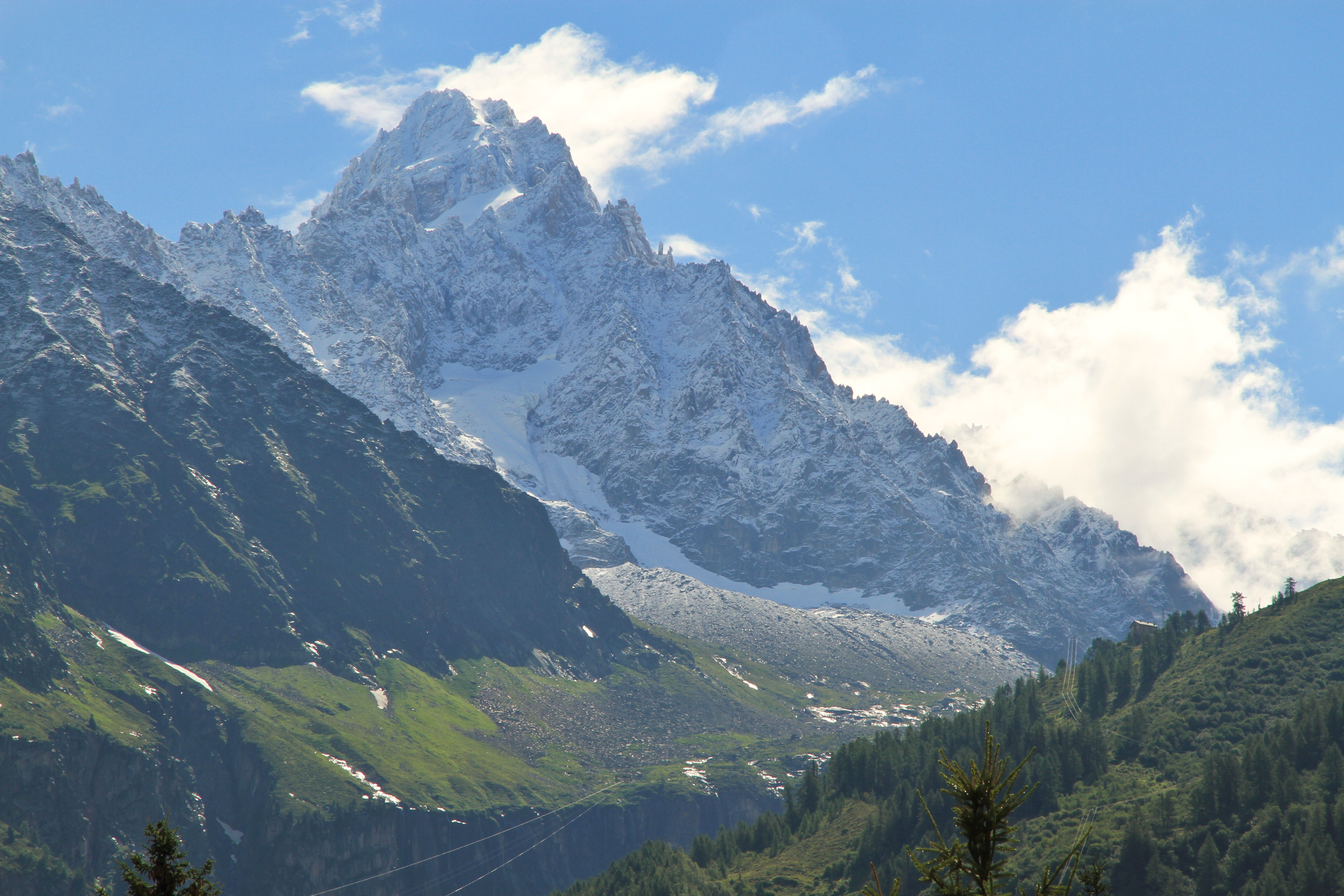
Aiguille du Chardonnet

Secondo la SOIUSA il massiccio è suddiviso in tre gruppi e dieci sottogruppi:
- Catena Dolent-Tour Noir-Argentière (6)
  - Gruppo del Mont Dolent (6.a)
  - Gruppo Tour Noir-Darrey (6.b)
  - Gruppo d'Argentière (6.c)
  - Costiera del Chardonnet (6.d)
- Catena del Tour (7)
  - Gruppo del Tour (7.a)
    - Cresta Fourches-Aiguille du Tour (7.a/a)
    - Cresta Pissoir-Grands (7.a/b)
    - Costiera Croix de Fer-Posettes (7.a/c)

  - Catena delle Aiguilles Dorées (7.b)
  - Gruppo del Portalet (7.c)
- Massiccio del Trient (8)
  - Gruppo Orny-Arpette-Génépi (8.a)
    - Catena Orny-Arpette (8.a/a)
    - Catena del Génépi (8.a/b)

  - Costiera dell'Arpille (8.b)
  - Costiera del Catogne (8.c)

La Catena Dolent-Tour Noir-Argentière occupa la parte sud del massiccio; la Catena del Tour si trova nella parte centro-occidentale e, infine, il Massiccio del Trient si trova a nord.

## Vette

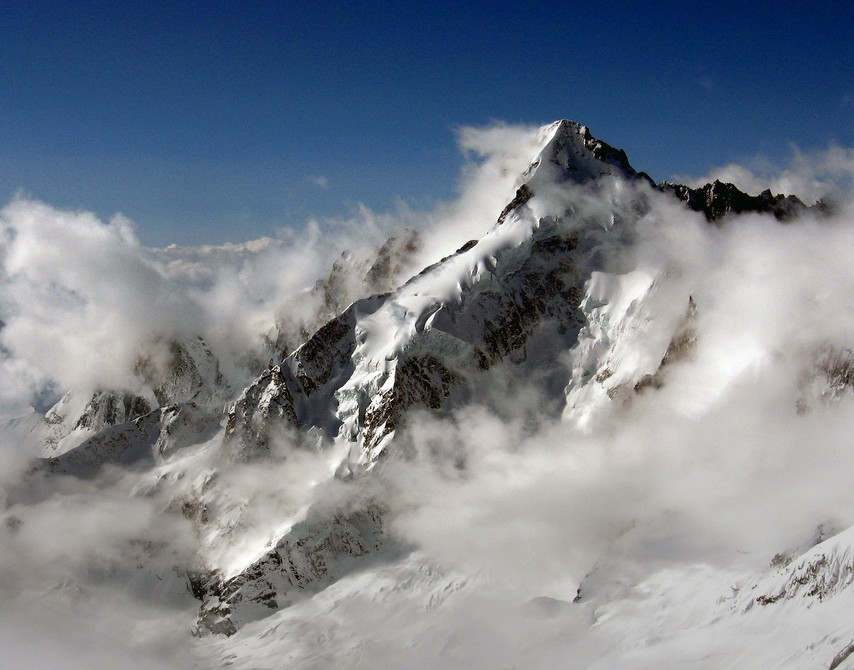
Il Mont Dolent

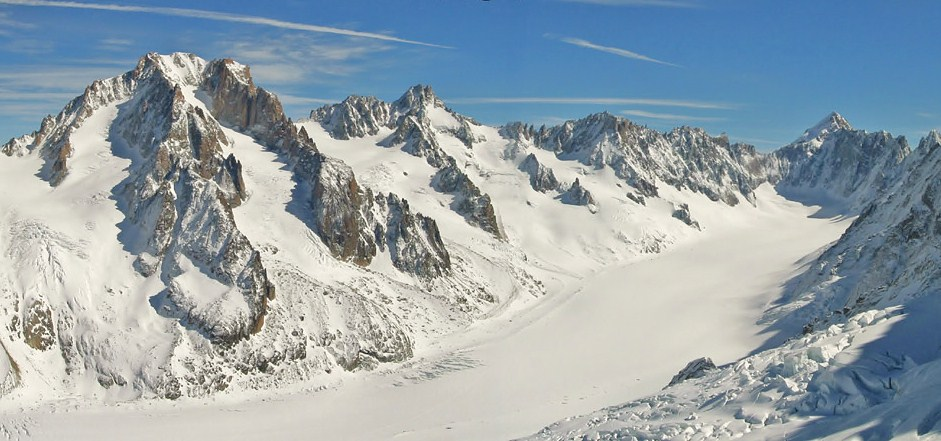
Ghiacciaio dell'Argentiere

Le vette principali del massiccio sono:
- Aiguille d'Argentiere - 3.902 m
- Tour Noir - 3.836 m
- Aiguille du Tour - 3.835 m
- Aiguille du Chardonnet - 3.824 m
- Monte Dolent - 3.820 m
- Aiguille de l'A Neuve - 3.753 m
- Aiguilles Rouges du Dolent - 3.680 m
- Grande Fourche - 3.611 m
- Pointe Superiore des Améthystes - 3.586 m
- Aiguilles Dorées - 3.519 m
- Grand Darray - 3.514 m
- Petit Fourche - 3.512 m
- Grande Lui - 3.509 m
- Petite Darray - 3.508 m
- Aiguille du Pissoir - 3.440 m
- Tête Blanche - 3.421 m
- Aiguille du Passon - 3.389 m
- Le Portalet - 3.344 m
- Pointe Inferiore des Améthystes - 3.273 m
- Punta d'Orny - 3.271 m
- Pointe Allobrogia - 3.172 m
- Grande Pointe des Planereuses - 3.151 m
- Pointe des Grands - 3.101 m
- Pointe des Plines - 3.057 m
- Pointe des Berons - 2.954 m
- Le Génépi - 2.884 m
- Pointe des Ecandies - 2.873 m
- Clochers des Planereuses - 2.804 m
- Le Catogne - 2.598 m
- Croix de Fer - 2.343 m

## Ghiacciai

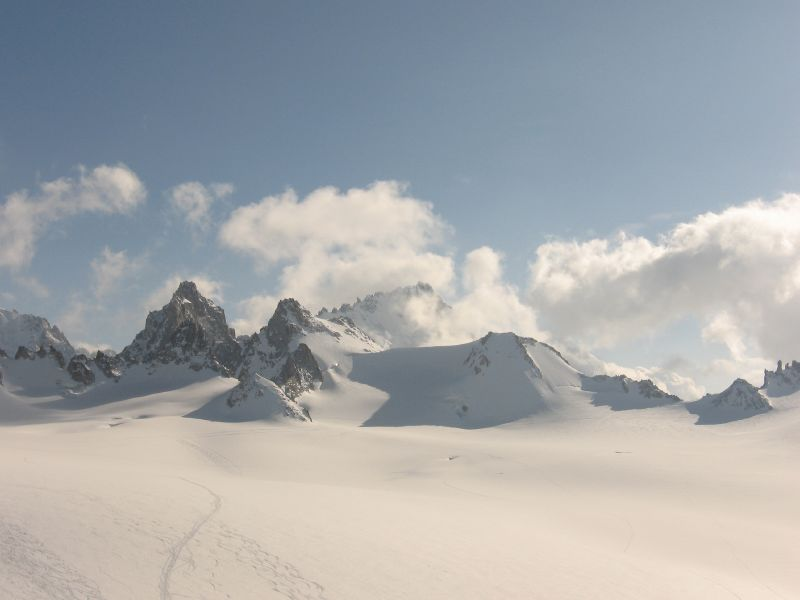
Il Ghiacciaio del Trient con alcune delle vette che lo sovrastano.

I principali ghiacciai che contornano il massiccio sono:
- Ghiacciaio dell'A Neuve (in Svizzera)
- Ghiacciaio d'Argentiere (in Francia)
- Ghiacciaio del Dolent (in Svizzera)
- Ghiacciaio di Pré de Bar (in Italia)
- Ghiacciaio di Saleina (in Svizzera)
- Ghiacciaio del Tour (in Francia)
- Ghiacciaio del Trient (in Svizzera)

## Rifugi

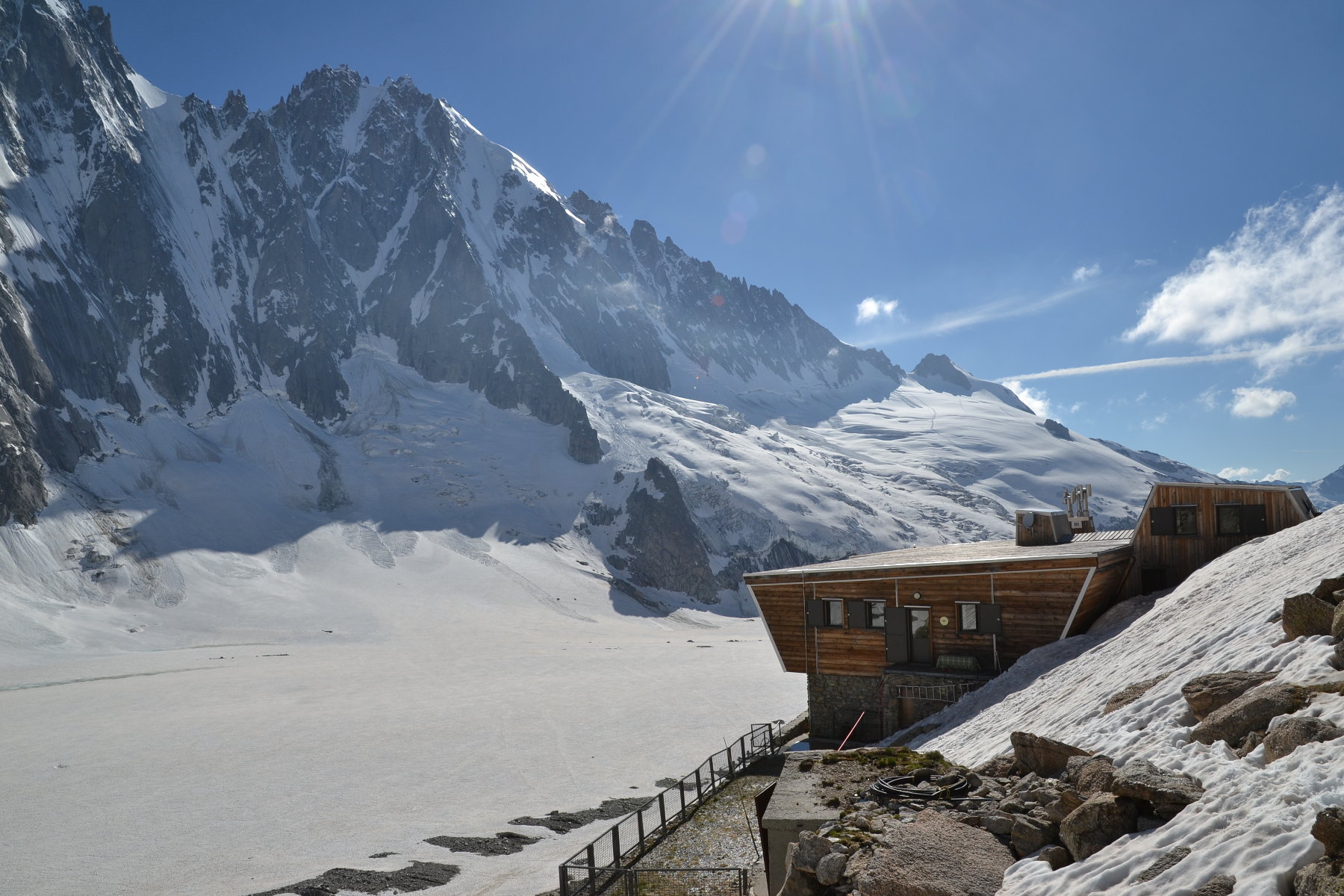
Rifugio d'Argentière

I principali rifugi che si trovano nel massiccio sono:
- Rifugio del Trient - 3.170 m
- Cabane d'Orny - 2.811 m
- Rifugio d'Argentière - 2.771 m
- Cabane de l'A Neuve - 2.735 m
- Rifugio Alberto Primo - 2.702 m
- Cabane de Saleina - 2.693 m
- Rifugio di Lognan - 2.032 m